# Квадратне пірамідне число

Геометричне подання квадратного пірамідного числа: 1 + 4 + 9 + 16 = 30.

Квадра́тне пірамі́дне число́ (часто зване просто пірамі́дним число́м) — просторове фігурне число, що представляє піраміду, з квадратною основою. Квадратні пірамідні числа також виражають кількість квадратів зі сторонами, паралельними осям координат у ґраітці з N × N точок.
Початок послідовності:
1, 5, 14, 30, 55, 91, 140, 204, 285, 385, 506, 650, 819, 1015, 1240, 1496, 1785, 2109, 2470, 2870, … (послідовність A000330 з Онлайн енциклопедії послідовностей цілих чисел, OEIS).

## Формула
Загальна формула для {\displaystyle n}-го за порядком квадратного пірамідного числа:
{\displaystyle P_{n}=\sum _{k=1}^{n}k^{2}={\frac {n(n+1)(2n+1)}{6}}={\frac {2n^{3}+3n^{2}+n}{6}}.}
Це окремий випадок формули Фаулгабера, яку неважко довести за індукцією. Вперше рівносильну формулу наведено в Книзі абака Фібоначчі (XIII століття).
У сучасній математиці формалізація фігурних чисел відбувається за допомогою многочленів Ергарта. Многочлен Ергарта L(P,t) многогранника P — многочлен, який підраховує кількість цілих точок у копії многогранника P, який збільшується множенням усіх його координат на число t. Многочлен Ергарта піраміди, основою якої є квадрат зі стороною 1 із цілими координатами, а вершина міститьяс на висоті 1 над основою, обчислюється за формулою:
{\displaystyle (t+1)(t+2)(2t+3)/6=P_{t+1}}.

## Твірна функція
Твірна функція для квадратних пірамідних чисел має вигляд:
{\displaystyle \mathbf {1} x+\mathbf {5} x^{2}+\mathbf {14} x^{3}+\mathbf {30} x^{4}+\mathbf {55} x^{5}+\ldots ={\frac {x(x+1)}{(x-1)^{4}}}.}

## Зв'язок з іншими фігурними числами
Квадратні пірамідні числа можна також виразити у вигляді суми біноміальних коефіцієнтів:
{\displaystyle P_{n}={\binom {n+2}{3}}+{\binom {n+1}{3}}.}
Біноміальні коефіцієнти, що виникають у цьому виразі, це тетраедричні числа. Ця формула виражає квадратні пірамідні числа як суми двох чисел, так само, як і будь-яке квадратне число є сумою двох послідовних трикутних чисел. У цій сумі одне з двох тетраедричних чисел дорівнює кількості куль у складеній піраміді, розташованих вище або по один бік від діагоналі квадратної основи піраміди; а друге — розташованих по інший бік діагоналі. Квадратні пірамідні числа пов'язані з тетраедричними числами так:
{\displaystyle P_{n}={\frac {1}{4}}{\binom {2n+2}{3}}.}
Сума двох послідовних квадратних пірамідних чисел є октаедричним числом.
Задача знаходження квадратних пірамідних чисел, які є одночасно квадратними числами, відома як задача про вкладання гарматних ядер. Сформулював її Люка (1875).